# Młodzieżowe Mistrzostwa Polski Par Klubowych na Żużlu 2014
Młodzieżowe Mistrzostwa Polski Par Klubowych na Żużlu 2014 – zawody żużlowe, mające na celu wyłonienie medalistów młodzieżowych mistrzostw Polski par klubowych w sezonie 2014. Rozegrano trzy turnieje eliminacyjne oraz finał, w którym zwyciężyli żużlowcy Unii Fogo Leszno.

## Finał
- Tarnów, 9 października 2014
- Sędzia: Paweł Słupski

| Miejsce | Kluby                      | Suma | Zawodnicy                                         | Punkty                                             |
| ------- | -------------------------- | ---- | ------------------------------------------------- | -------------------------------------------------- |
| złoto   | Fogo Unia Leszno           | 28   | Piotr Pawlicki Tobiasz Musielak Bartosz Smektała  | 14 (2,2,3,3,1,3) 14 (3,3,2,2,2,2) ns               |
| srebro  | Grupa Azoty Unia Tarnów    | 23   | Kacper Gomólski Ernest Koza Mateusz Borowicz      | 16 (2,3,2,3,3,3) 0 (w,–,–,–,–,–) 7 (w,3,2,w,2)     |
| brąz    | Unibax Toruń               | 21   | Paweł Przedpełski Oskar Fajfer Dawid Krzyżanowski | 9 (1,d,1,3,2,2) 11 (0,3,d,2,3,3) ns                |
| 4       | SPAR Falubaz Zielona Góra  | 18   | Kamil Adamczewski Alex Zgardziński Adam Strzelec  | 6 (3,3,d,d,–,0) 9 (2,2,1,1,3,–) 3 (2,1)            |
| 5       | SCKM Włókniarz Częstochowa | 14   | Oskar Polis Artur Czaja Hubert Łęgowik            | 1 (1,d,–,–,w,–) 9 (3,1,2,1,w,2) 4 (3,d,1)          |
| 6       | ŻKS ROW Rybnik             | 11   | Kacper Woryna Kamil Wieczorek Robert Chmiel       | 0 (u/ns,–,–,–,–,–) 6 (1,1,1,d,0,3) 5 (2,2,0,d,1,0) |
| 7       | Carbon Start Gniezno       | 10   | Adrian Gała Marcin Wawrzyniak                     | 7 (1,1,w,3,1,1) 3 (0,0,1,2,0,0)                    |

Bieg po biegu:
1. Czaja, Gomólski, Polis, Koza (w/u)
2. Adamczewski, Zgardziński, Gała, Wawrzyniak
3. Musielak, Pawlicki, Przedpełski, Fajfer
4. Gomólski, Chmiel, Wieczorek, Borowicz (w/su)
5. Adamczewski, Zgardziński, Czaja, Polis (d4)
6. Musielak, Pawlicki, Gała, Wawrzyniak
7. Fajfer, Chmiel, Wieczorek, Przedpełski (d2)
8. Borowicz, Gomólski, Zgardziński, Adamczewski (d4)
9. Łęgowik, Czaja, Wawrzyniak, Gała (w/u)
10. Pawlicki, Musielak, Wieczorek, Chmiel
11. Gomólski, Borowicz, Przedpełski, Fajfer (d4)
12. Pawlicki, Musielak, Czaja, Łęgowik (d4)
13. Przedpełski, Fajfer, Zgardziński, Adamczewski (d4)
14. Gała, Wawrzyniak, Wieczorek (d1), Chmiel (d4)
15. Gomólski, Musielak, Pawlicki, Borowicz (w/2min)
16. Fajfer, Przedpełski, Czaja (w/u), Polis (w/u)
17. Zgardziński, Strzelec, Chmiel, Wieczorek
18. Gomólski, Borowicz, Gała, Wawrzyniak
19. Wieczorek, Czaja, Łęgowik, Chmiel
20. Pawlicki, Musielak, Strzelec, Adamczewski
21. Fajfer, Przedpełski, Gała, Wawrzyniak